# Катедра по биология (ШУ)
Катедра „Биология“ е една от катедрите на Факултетът по природни науки на Шуменски университет „Епископ Константин Преславски“. Неин ръководител е проф. д-р Цветеслава Веселинова Игнатова-Иванова.
Катедрата е основана през 1973 г. През същата година е открита специалност „Биология и химия“. През 1999 г. е открита и специалност „Екология и опазване на околната среда“.

## Академичен състав
През 2019 г. академичният състав на катедра „Биология“ се състои от 7 хабилитирани преподаватели и 11 нехабилитирани преподавали.
- Проф. д-р Николай Добринов Начев
- Проф. д-р Цветеслава Веселинова Игнатова-Иванова
- Доц. д-р Ася Пенчева Драгоева-Кирилова
- Доц. д-р Ваня Петрова Колева
- Доц. д-р Дарина Христова Бъчварова
- Доц. д-р Жени Димитрова Стоянова
- Доц. д-р Мария Младенова Бойчева
- Гл. ас. д-р Карамфил Николов Калчев
- Ас. Маша Ценкова Радославова
- Преп. д-р Теодора Веселинова Койнова
- Преп. Димитър Дойчев Димитров
- Преп. Севгинар Феимова Ибрямова
- Хон. проф. д-р Нешо Хайнрих Чипев
- Хон. доц. д-р Албена Владимирова Александрова
- Хон. доц. д-р Александър Ставрев Дойчинов
- Хон. доц. д-р Милен Бойчев Иванов
- Хон. ас. Красимир Димов Тачев
- Клаида Владиславова Дойчинова